# Erpodium domingense
Erpodium domingense là một loài rêu trong họ Erpodiaceae. Loài này được Spreng. Brid. mô tả khoa học đầu tiên năm 1827.

## Hình ảnh

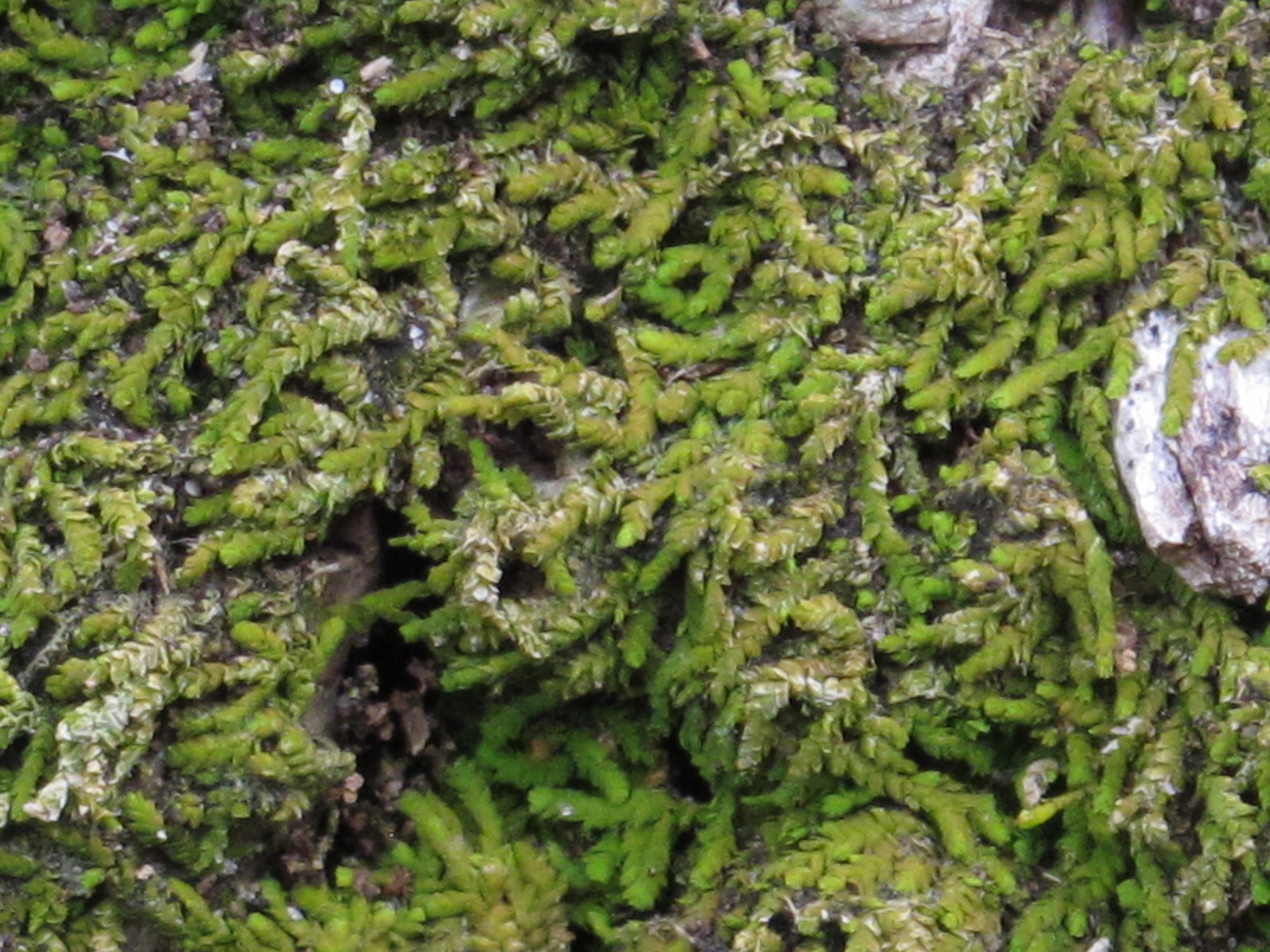
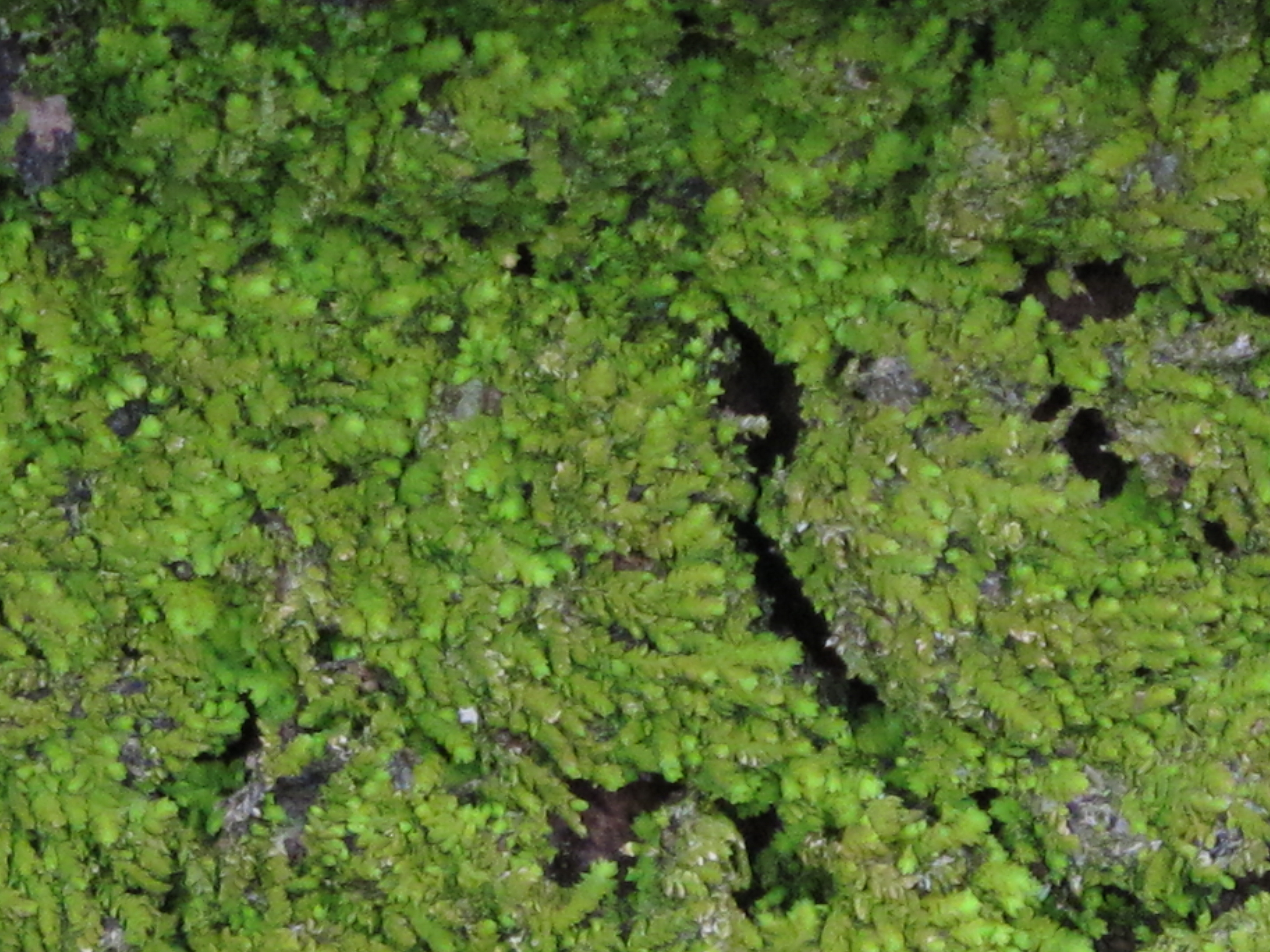
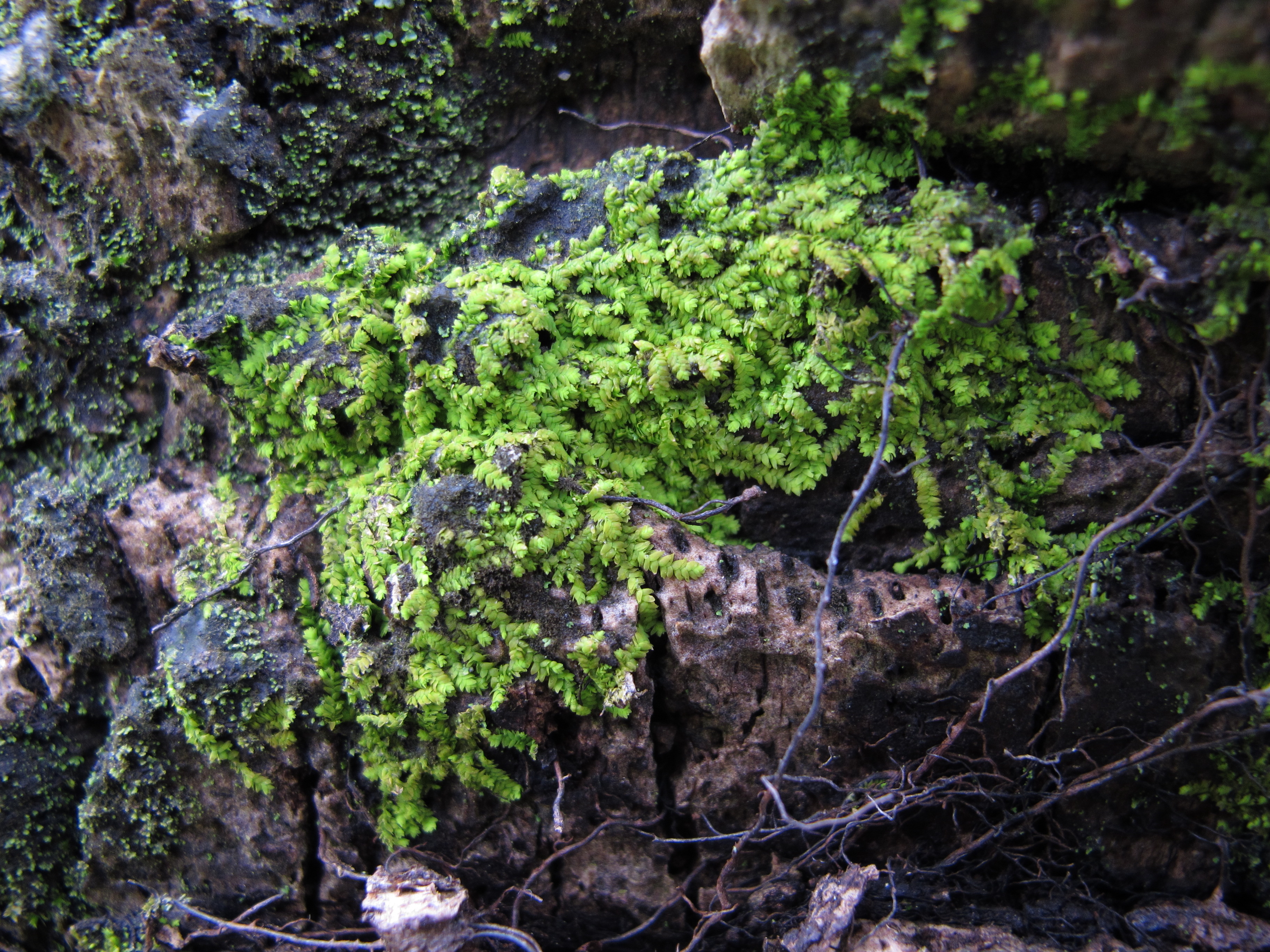
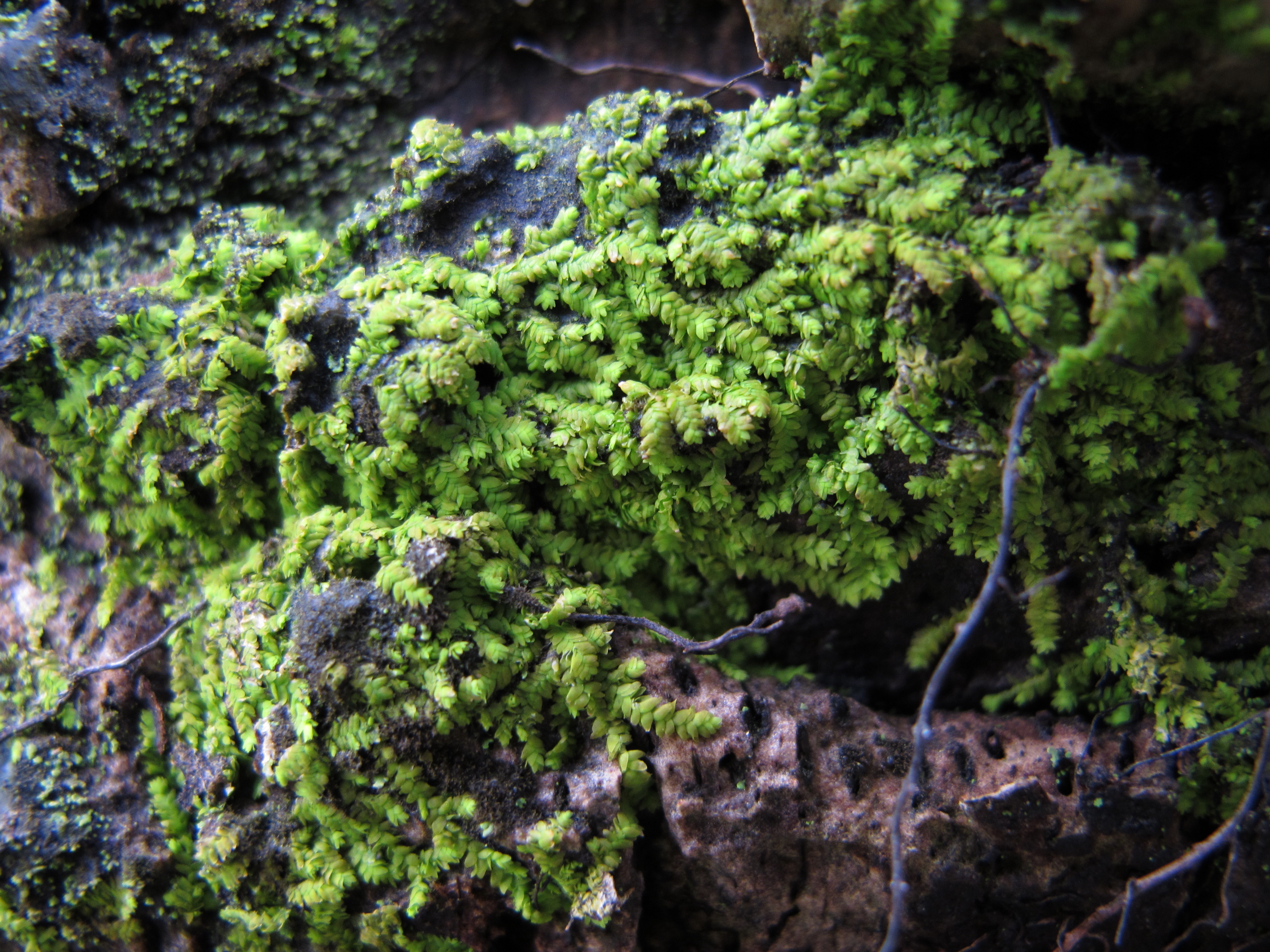